# 哈特曼斯霍夫巴赫河
48°11′4.47″N 11°29′39.08″E / 48.1845750°N 11.4941889°E

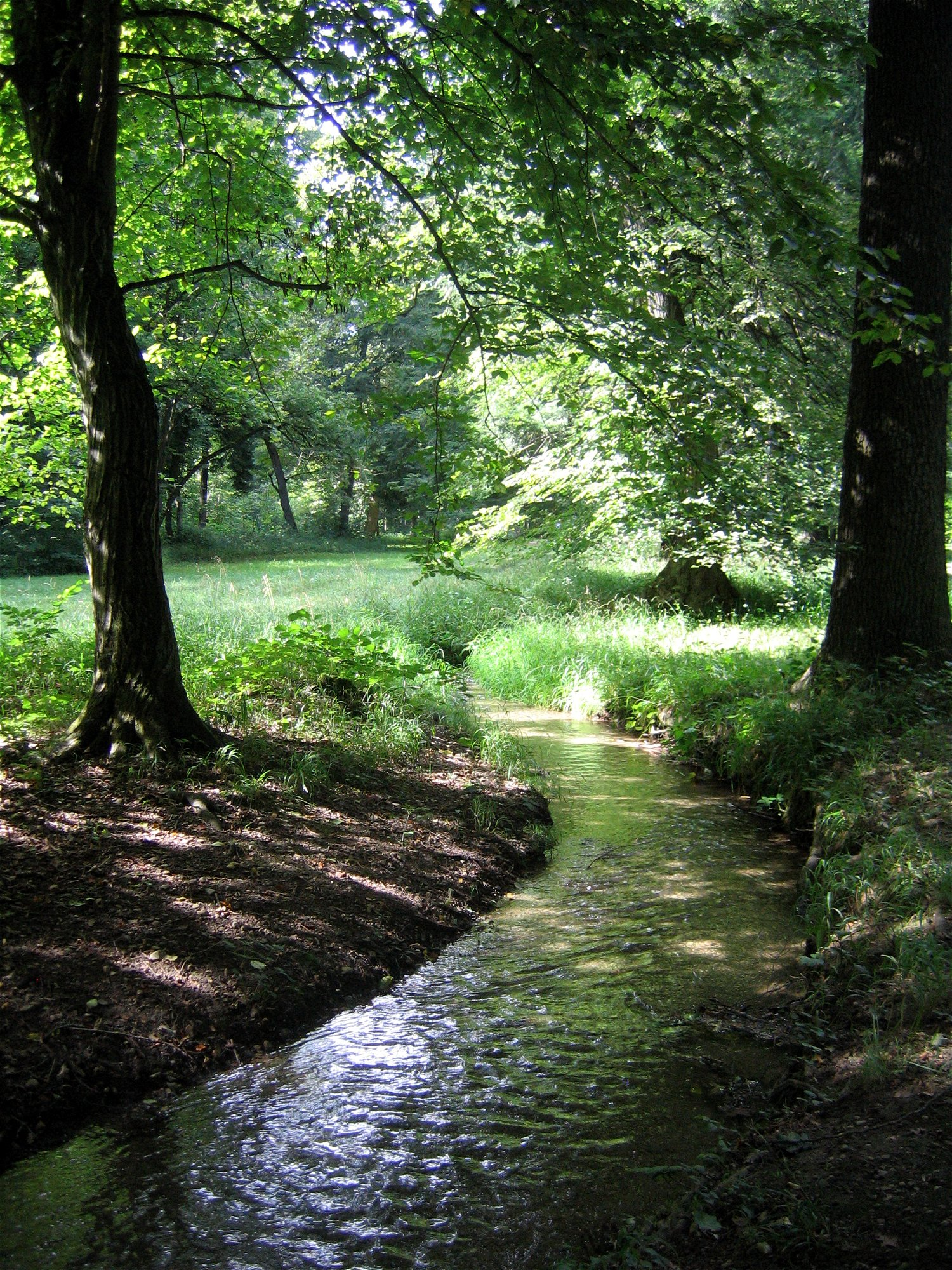

哈特曼斯霍夫巴赫河是德國的河流，位於該國東南部，由巴伐利亞負責管轄，屬於維爾姆河的支流，河道全長3.5公里，流經慕尼黑西部。